# Octoporia
Octoporia is een geslacht van tweekleppigen uit de  familie van de Cuspidariidae.

## Soorten
- Octoporia octaporosa (Allen & Morgan, 1981)
- Octoporia podobeda Krylova, 1994
- Octoporia poutiera Allen, 2011
- Octoporia rugosa Krylova, 1994
- Octoporia sinuosa Krylova, 1994